# Edmund Stoiber
Edmund Rüdiger Stoiber (Oberaudorf, Alemania, 28 de septiembre de 1941) es un político alemán, ha sido ministro-presidente del Estado federado de Baviera (desde 1993 a 2007) y líder de la CSU (desde 1998 a 2007).

## Biografía
Nacido en Oberaudorf en el distrito de Rosenheim, es abogado y miembro, desde 1974, del gobierno bávaro. De 1978 a 1982/83 fue secretario general de la CSU. Participó en el gobierno bávaro entre 1982 y 1986 como subsecretario de Estado y de 1986 a 1988 como ministro del Estado. Como ministro bávaro del Interior se distinguió por su lucha contra la inseguridad ciudadana empleando los poderes del Estado. Además, abogó por condiciones más restrictivas para otorgar el asilo que tiene un tratamiento mucho más liberal en Alemania y la Unión Europea (UE) que otras potencias como los Estados Unidos o Japón.
En 2002, fue nombrado candidato a la cancillería por su partido y el partido ahermanado CDU. Sin embargo, en las elecciones generales del 22 de septiembre de 2002 no logró la mayoría necesaria, por lo que Stoiber tuvo que renunciar a sus aspiraciones y la cancillería se mantuvo en poder del socialdemócrata Gerhard Schröder.
Stoiber no fue finalmente el candidato a la cancillería en las elecciones de 2005, ya que para ello se nombró a la presidenta de la CDU, Angela Merkel, la actual canciller. Después de las elecciones ganadas, Stoiber anunció que iba a pasar a formar parte del gabinete de Angela Merkel como ministro de economía. Sin embargo, cuando en Múnich ya se estaban perfilando los posibles candidatos para sucederle como presidente de gobierno de Baviera, Stoiber se retractó en el último momento y decidió seguir en su cargo anterior, una decisión que provocó incomprensión y malestar en una buena parte de las bases de su partido.
A partir de diciembre de 2006, se multiplicaron las censuras contra Stoiber a causa de un escándalo dentro de la CSU, ya que se publicó que un ayudante del presidente bávaro había espiado a posibles críticos dentro del partido, supuestamente con la intención de recaudar datos personales que pudiera utilizar contra ellos. En septiembre de 2007, Stoiber abandonó sus cargos políticos, ya que la mayoría de la cúpula de la CSU exigía su renuncia. 
Durante los últimos años, Stoiber había conseguido cierta fama por sus lapsus linguae y balbuceos al hacer discursos políticos, convirtiéndose repetidamente en objeto de burla de los programas de sátira política.